# Ndockban
Ndockban est un village du département du Nkam au Cameroun. Situé dans l'arrondissement de Nkondjock, il est localisé à 15 km de Nkondjock, sur la route qui lie Yabassi à Nkondjock et à Bafang. 

## Population et environnement
En 1967, le village de Ndockban  avait 147 habitants. La population de Ndockban était de 102 habitants dont 54 hommes et 48 femmes, lors du recensement de 2005. 